# Imran Khan (politico)
Imran Ahmed Niazi Khan (in urdu عمران احمد خان نیازی‎?; Lahore, 25 novembre 1952) è un politico pakistano.
Fondatore e presidente del Pakistan Tehreek-e-Insaf (PTI) – uno dei maggiori partiti politici del Pakistan, nato con il suo ingresso in politica dopo il ritiro da una carriera ventennale di giocatore di cricket a livello internazionale – è stato primo ministro (urdu: وزِیرِ اعظم پاکستان, «Gran visir») dal 18 agosto 2018 fino al 10 aprile 2022 quando è stato rimosso dall'incarico, divenendo così il primo capo del governo dello stato asiatico a venire estromesso per voto di sfiducia. Data la sua politica estera indipendente e i rapporti amichevoli con Cina e Russia, riguardo la rimozione ha rivolto accuse di complotto agli Stati Uniti e i suoi sostenitori hanno organizzato varie proteste in tutto il Paese.
Oltre all'attivismo politico, è anche filantropo, commentatore sportivo, rettore dell'Università di Bradford e presidente fondatore del Consiglio dei governatori della Shaukat Khanum Memorial Cancer Hospital & Research Centre. Attraverso la raccolta di fondi a livello mondiale, ha fondato il Collegio Mianwali Namal nel 2008.
Secondo la Asia Society, Imran è stato votato come personalità asiatica del 2012 raccogliendo l'88% dei voti. Secondo il Pew Research Center, nello stesso anno sette pakistani su dieci hanno offerto un parere favorevole a Khan ed egli gode di una popolarità ineguagliabile tra i giovani.

## Biografia
Nato da una famiglia benestante, era l'unico figlio di Ikramullah Khan Niazi, un ingegnere civile, e di sua moglie Shaukat Khanum. A lungo insediata a Mianwali, nel Punjab nord-occidentale, la sua famiglia paterna è di etnia pashtun e appartiene alla tribù Niazi, di cui uno dei suoi antenati, Haibat Khan Niazi, nel XVI secolo, era uno dei principali generali di Sher Shah Suri, oltre a essere il governatore del Punjab. La madre di Imran Khan proveniva dalla tribù pashtun di Burki, che era la stessa di numerosi giocatori di cricket di successo nella storia del Pakistan, inclusi i cugini Javed Burki e Majid Khan.
Dal lato materno, Imran Khan è discendente del poeta-guerriero sufi, inventore dell'alfabeto Pashto e Pir Roshan, originario della città Kaniguram, situata nel Sud Waziristan nelle aree tribali del Pakistan nord-occidentale. La sua famiglia materna ha avuto sede in Basti Danishmanda, Jalandhar, per circa 600 anni. Ragazzo tranquillo e timido in gioventù, Imran Khan è cresciuto con le sue quattro sorelle in circostanze relativamente benestanti (classe medio-alta) e ha ricevuto un'educazione privilegiata. Fu educato all'Aitchison College di Lahore e alla Royal Grammar School di Worcester nel Regno Unito, dove eccelleva nel cricket. Nel 1972 si iscrive al Keble College di Oxford, dove studia Filosofia, Politica ed Economia, diplomandosi a pieni voti nel 1975.

### Carriera nel cricket
Inizialmente giocò per il suo College, in seguito per il Worcestershire Cricket Club. Esordì nel 1971, con la nazionale di cricket del Pakistan in una partita che aveva come avversaria l'Inghilterra, disputata nel campo di cricket di Edgbaston, Birmingham. Nel 1976, dopo essersi laureato a Oxford e aver terminato il suo incarico al Worcestershire, è tornato in Pakistan, assicurandosi un posto permanente nella sua squadra nazionale a partire dalla stagione 1976-1977, durante la quale ha affrontato la Nuova Zelanda e l'Australia. Dopo di ciò, ha girato le Indie occidentali, dove ha incontrato Tony Greig, che lo ha ingaggiato per le World Series Cricket di Kerry Packer.
Le sue credenziali come uno dei lanciatori più veloci del mondo hanno incominciato a consolidarsi quando si è classificato al terzo posto con 139,7 km/h, in una gara di bowling veloce a Perth nel 1978, dietro Jeff Thomson e Michael Holding, ma davanti a Dennis Lillee, Garth Le Roux e Andy Roberts. È stato il capitano di cricket del Pakistan di maggior successo, portò il suo Paese alla vittoria della Coppa del Mondo di cricket nel 1992, ha giocato per la Nazionale di cricket del Pakistan dal 1971 al 1992, e ne fu il capitano a intermittenza nel periodo 1982-1992.
Dopo il ritiro dal cricket al termine della Coppa del Mondo del 1987, nel 1988, a causa della grande richiesta del pubblico gli fu chiesto dal presidente del Pakistan Muhammad Zia-ul-Haq di tornare a guidare la squadra ancora una volta. A 39 anni, nel 1992, Khan ha guidato la sua squadra alla prima e unica vittoria della Coppa del Mondo nella storia del Pakistan. Ha un record di 3 807 corse e 362 wicket in Test Cricket, che fa di lui uno degli otto giocatori di cricket al mondo ad aver raggiunto un 'All-rounder Triple' nel test match. Il 14 luglio 2010, Khan è stato inserito nella ICC Cricket Hall of Fame.

### Vita politica

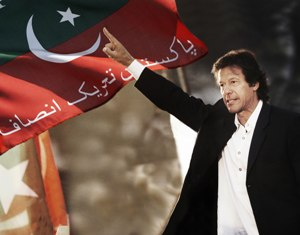
Un poster del Movimento per la Giustizia del Pakistan

Nell'aprile del 1996, Khan fondò il partito politico Pakistan Tehreek-e-Insaf (Movimento per la Giustizia) e ne diventò il presidente. Nonostante i ripetuti tentativi, non ottenne nemmeno un posto in parlamento alle elezioni del 1997. Fu uno dei pochi nel 2001 a essere contrario alla guerra in Afghanistan profetizzando che essa avrebbe portato grandi danni, non solo economici, al Pakistan (supposizione che si rivelerà vera, dato che il Pakistan ha contratto un grande debito nei confronti degli USA). In quegli anni venne duramente criticato dai partiti rivali che lo chiamarono "Taliban Khan".

Nel 2002, con le nuove elezioni, ottenne il suo primo seggio in parlamento. Imran Khan fu imprigionato nel carcere di Dera Ghazi Khan nella provincia del Punjab, per aver preso parte il 21 novembre 2007 a una protesta studentesca contro lo stato di emergenza, venendo rilasciato più tardi. Boicottò le elezioni del 2008 perché, a suo parere, esse erano state oggetto di brogli elettorali. Cinque anni più tardi, nel 2013, il suo partito ottenne 35 seggi nell'Assemblea Nazionale del Pakistan. Stavolta non solo Imran Khan ma anche la maggioranza degli altri partiti dichiararono brogli elettorali. Nawaz Sharif divenne comunque il nuovo primo ministro. Imran Khan non si perse d'animo e incominciò una grande protesta nell'agosto del 2014, da lui chiamata "Azadi March" (Marcia della libertà) a cui parteciparono più di un milione di persone, senza però ottenere risultati.

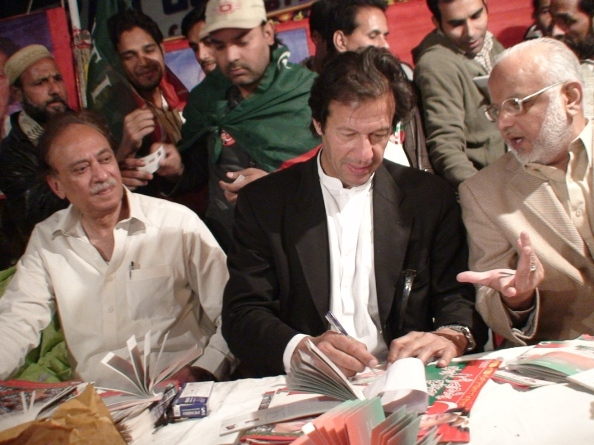
Imran Khan firma degli autografi

Nel luglio del 2017 Nawaz Sharif fu rimosso dal suo incarico e privato del diritto di ricandidarsi per le future elezioni dalla Corte Suprema del Pakistan per corruzione, a causa dei Panama Papers. Passato un altro anno, nel luglio del 2018, Nawaz Sharif venne condannato a 10 anni di carcere. Grazie alle elezioni del 2018 il partito politico Pakistan Tehreek-e-Insaf ha ottenuto 115 seggi nell'Assemblea Nazionale. Il 17 agosto 2018 Imran Khan è diventato primo ministro del Pakistan vincendo con 178 voti contro i 96 di Shehbaz Sharif.
Imran Khan, primo ministro del Pakistan dopo 22 anni di battaglia politica, è diventata la prima persona nella storia delle elezioni generali del Pakistan ad aver contestato e vinto in tutti e cinque i collegi elettorali, superando Zulfikar Ali Bhutto che affrontò in quattro occasioni, vincendone tre nel 1970. Il GlobalPost lo ha inserito al terzo posto in un elenco di nove leader mondiali del 2012 e lo ha riconosciuto come il volto del "movimento anti-droni" in Pakistan. In un sondaggio del 2012, condotto dal Pew Research Center, la maggioranza dei pakistani ha espresso un'opinione favorevole su Imran Khan, rilevandone la grande popolarità tra i giovani. Nel gennaio 2014, YouGov ha classificato Imran Khan come la persona più ammirata in Pakistan e la dodicesima a livello mondiale.
Il 10 aprile 2022, Khan è stato deposto attraverso una mozione di sfiducia in parlamento. È la prima volta nella storia del Paese. Il 9 maggio 2022 è stato arrestato.
Il 7 marzo 2022, un mese prima del voto per l'impeachment del primo ministro, alcuni funzionari del Dipartimento di Stato degli Stati Uniti, tra cui l'assistente del segretario di Stato per l'Ufficio degli affari dell'Asia meridionale e centrale Donald Lu, si sono incontrati con l'ambasciatore del Pakistan a Washington, con i militari del Pakistan e con altri funzionari. Secondo i resoconti dell'incontro, autenticati da The Intercept e da altri media, i funzionari statunitensi hanno criticato il Pakistan per la sua neutralità nel conflitto tra Russia e Ucraina e hanno suggerito di rimuovere Imran Khan dalla sua carica, avvertendo di possibili rappresaglie in caso contrario.
Il 22 agosto 2022, Khan è stato accusato dalla polizia pakistana in base alle leggi antiterrorismo dopo che Khan ha accusato la polizia e la magistratura di detenere e torturare il suo stretto collaboratore. Il 21 ottobre 2022 la Commissione elettorale del Pakistan (ECP) ha proibito all'ex primo ministro Imran Khan di candidarsi alle elezioni per i prossimi 5 anni, a seguito di uno scandalo scoppiato per la mancata dichiarazione di una parte dei doni diplomatici ricevuti durante il suo mandato. La commissione lo ha estromesso dall'Assemblea Nazionale attribuendogli "pratiche di corruzione". La decisione è stata presa all'unanimità da un collegio di cinque membri. Secondo il verdetto, sarà avviato un procedimento penale contro Imran Khan. Il suo partito (Pakistan Tehreek-e-Insaf) ha annunciato proteste a livello nazionale contro il verdetto dell'ECP. Il 3 novembre 2022 l'ex premier pachistano Imran Khan viene ferito da colpi d'arma da fuoco a una gamba durante un comizio a Wazirabad nel Punjab pachistano.
Egli è tuttora considerato la figura politica più popolare del Pakistan.

### Ideologia politica

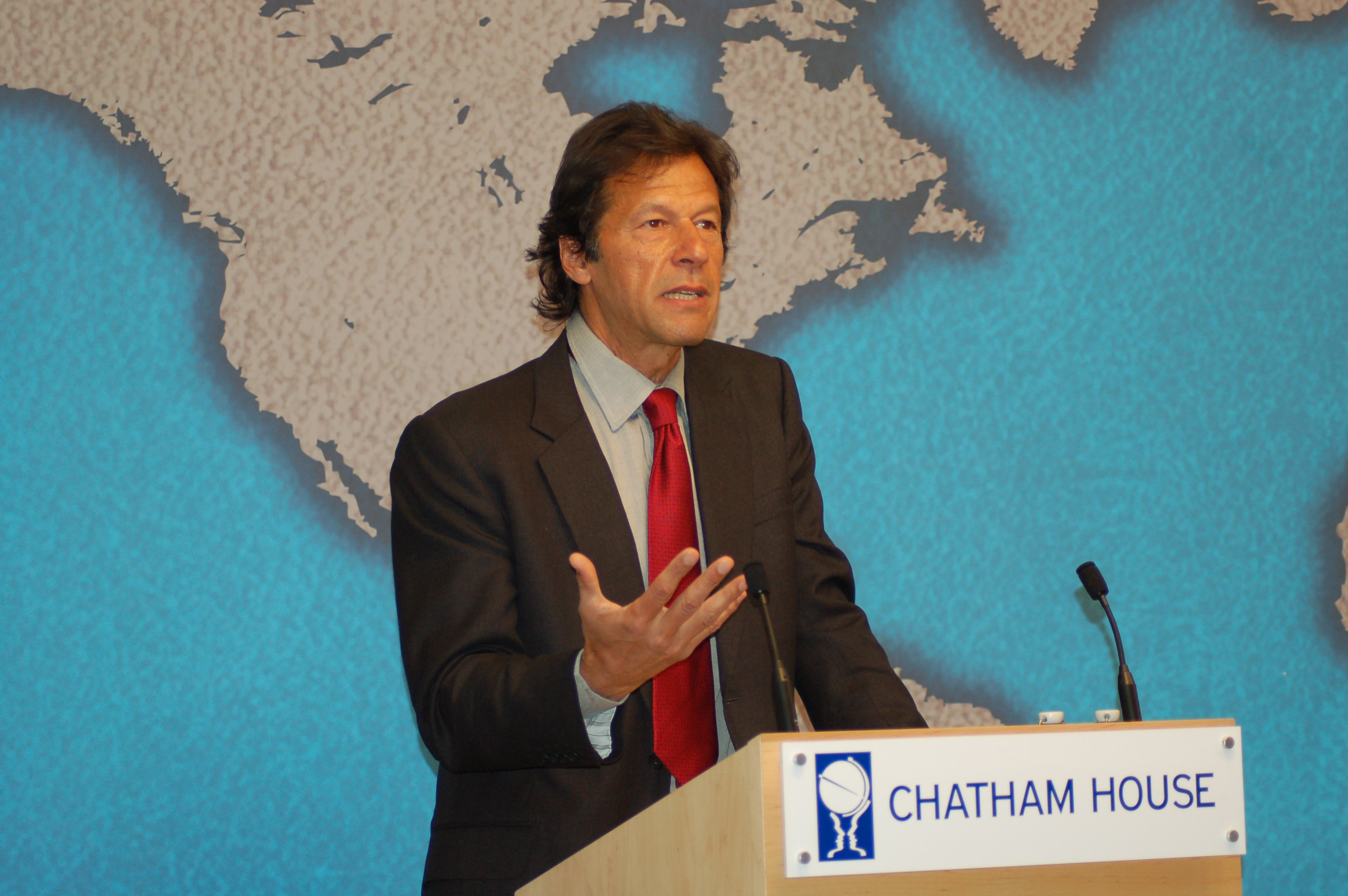
Imran Khan tiene un suo discorso nel think tank indipendente di studi internazionali Chatham House a Londra, Regno Unito

Khan viene prevalentemente descritto come un nazionalista e un populista. Nei suoi discorsi pubblici e nel programma del suo partito, Imran Khan si concentra sulla lotta contro l'élite politica dinastica, la corruzione e il favoritismo, e sostiene lo sviluppo dei servizi pubblici. Ha detto più e più volte che il suo intento principale è quello di creare un "Nuovo Pakistan" basandosi su:
1. Valori islamici, ai quali si è dedicato negli anni '90
2. Economia liberale, con la promessa di deregolamentare l'economia e creare uno Stato sociale
3. Diminuzione della burocrazia e attuazione delle leggi anti-corruzione, per creare e garantire un governo onesto
4. Istituzione di un sistema giudiziario indipendente
5. Revisione del sistema poliziesco del paese e visione anti-militarista per un Pakistan democratico. David Rose ha descritto Imran Khan come una minaccia per gli statunitensi e per i signori feudali che hanno governato il Pakistan per decenni.

Imran Khan ha più volte ribadito che vorrebbe vedere il Pakistan economicamente autonomo, uno Stato che riesca a mantenersi in piedi senza l'aiuto di prestiti contratti con altri Paesi.
Dopo i risultati ottenuti nelle elezioni del 2018, Imran Khan è considerato in grado di realizzare un Pakistan che recuperi appieno l'ideologia di Mohammad Ali Jinnah, il padre fondatore del Pakistan.
All'inizio del suo governo, è stato favorito dal potente esercito pakistano, il cui sostegno è essenziale per l'accesso al potere in Pakistan, che lo percepisce come piuttosto filoamericano. "In Pakistan vige la legge delle tre A: Allah, esercito, America", commenta un analista. L'esercito gli si rivolterà contro, soprattutto a causa delle sue crescenti critiche agli Stati Uniti. Secondo il politologo Christophe Jaffrelot, "Imran Khan è un populista che cerca di svincolarsi dal sostegno dei notabili e di entrare in contatto diretto con le masse, utilizzando un discorso carico di emozioni, con sfumature etno-religiose e nazionaliste".
Al potere, ha cercato di creare uno Stato sociale. Ha introdotto un programma di assistenza sanitaria gratuita in Punjab, ha aperto rifugi per i senzatetto e ha attuato un programma di protezione sociale e di lotta alla povertà noto come "Ehsaas".
La sinistra pakistana lo critica per aver mantenuto una politica economica generalmente neoliberista, nonostante la sua retorica populista e sovranista. In particolare, nel 2019 il primo ministro pakistano ha accettato un accordo con il Fondo Monetario Internazionale che prevedeva un programma di austerità, con conseguenti tagli di bilancio alla spesa per l'istruzione e lo sviluppo e un aumento dell'inflazione. Inoltre, nella speranza di stimolare la crescita, il suo governo ha annunciato un'amnistia fiscale per i pakistani più ricchi che hanno evaso le tasse, in cambio di investimenti in programmi di costruzione di alloggi. Il Ministero delle Finanze è stato affidato a Hafeez Sheikh, ex membro della Banca Mondiale, e la gestione della Banca Centrale a Reza Baqir, proveniente dal FMI.

## Arresto
Il 9 maggio 2023 l'ex primo ministro è stato arrestato dalle autorità pachistane durante un'udienza a Islamabad, è coinvolto in parecchi casi giudiziari, di cui uno per corruzione e scambi di favori tra lui e l'imprenditore immobiliare Malik Riaz, che erano rimasti in sospeso da quando venne rimosso dall'incarico di primo ministro.
Tale azione è stata contestata dai suoi sostenitori che parlano di "accuse infondate e politicamente pilotate" nei confronti dell'ex primo ministro. Il suo arresto ha portato a grandi manifestazioni nel Paese e alla temporanea sospensione di Internet.